# Französische Volleyballnationalmannschaft der Frauen

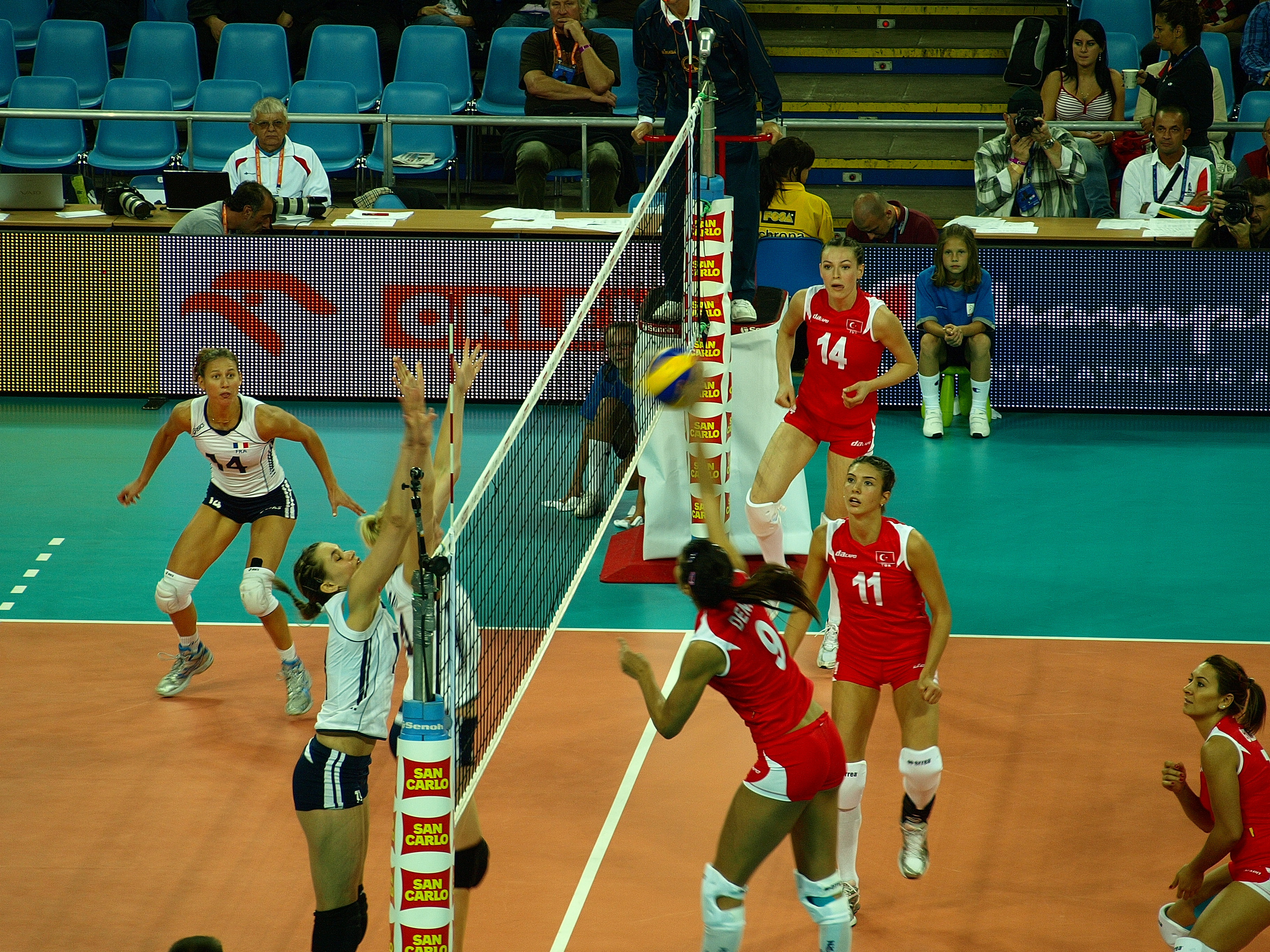
Szene aus dem Vorrundenspiel der Europameisterschaft 2009 Frankreich (links) gegen die Türkei in Breslau

Die französische Volleyballnationalmannschaft der Frauen ist eine Auswahl der besten französischen Spielerinnen, die die Fédération Française de Volley-Ball bei internationalen Turnieren und Länderspielen repräsentiert. 

## Geschichte

### Weltmeisterschaften
Bei der Premiere der Volleyball-Weltmeisterschaft wurden die französischen Frauen 1952 Siebter. Vier Jahre später erreichten sie im eigenen Land den zwölften Rang. 1974 reichte es nur noch zu Platz 20.

### Olympische Spiele
2024 nahmen Französinnen als Gastgeber zum ersten Mal an Olympischen Spielen teil. Sie schieden in der Vorrunde aus.

### Europameisterschaften
Die erste Volleyball-Europameisterschaft beendeten die Französinnen 1949 als Fünfter. Zwei Jahre später wurden sie als Gastgeber Vierter. Danach ging es über den neunten Rang 1958 hinab auf Platz 13 bei der EM 1971. Beim Turnier 1979 wurden die französischen Frauen Elfter. In den Jahren 1983 bis 1991 schwankten sie zwischen Rang sieben und zehn. 2001 und 2007 wurden sie jeweils Achter. 2009 rutschten sie auf den 14. Platz. 2011 haben sie sich auf Rang zehn und 2013 auf Rang acht verbessert. 2019 kamen sie nicht über 21. Platz hinaus. 2021 erreichten sie mit Platz sieben das beste Ergebnis seit 1987.

### World Cup
Der World Cup fand bisher ohne französische Beteiligung statt.

### World Grand Prix
Bei der einzigen Teilnahme 2017 an der World Grand Prix belegte Frankreich den 27. Platz.

### Nations League
An der Volleyball Nations League nahm Frankreich erstmals 2024 teil und belegte Rang 14. In der Saison 2025 steigerte sich das Team auf Rang 9.